# Triggers
Triggers är andra singeln från Stockholmsbandet Plan Three och släpptes 2008 av skivbolaget Ninetone Records, med distribution av Universal Music.
Låten är inspelad i Sidelake Studios, Sundsvall samt LaCarr Studios och är producerat av Patrik Frisk, David Clewett och Plan Three.
Låten är öppningsspåret på bandets fullängdsdebutalbum Screaming Our Sins.